# Øster Ulslev Sogn
Øster Ulslev Sogn var et sogn i Lolland Østre Provsti (Lolland-Falsters Stift). Sognet blev 1. januar 2022 lagt sammen med Vester Ulslev Sogn og Godsted Sogn under navnet Krumsø Sogn.
I 1800-tallet var Godsted Sogn anneks til Øster Ulslev Sogn. Begge sogne hørte til Musse Herred i Maribo Amt. Øster Ulslev-Godsted sognekommune blev ved kommunalreformen i 1970 indlemmet i Nysted Kommune, der ved strukturreformen i 2007 indgik i Guldborgsund Kommune.
I Øster Ulslev Sogn ligger Øster Ulslev Kirke.
I sognet findes følgende autoriserede stednavne:
- Høvænge (bebyggelse)
- Vester Ulslev Skov (bebyggelse)
- Øster Ulslev (bebyggelse, ejerlav)
- Øster Ulslev Skov (bebyggelse)